# Дворец Тиберия
Дворец Тиберия (лат. Domus Tiberiana) — дворец на Палатине, построенный императором Тиберием.
Дворец располагался между храмом Великой Матери и Римским форумом. Первоначально дворец представлял собой скромное строение, объединявшее несколько домов республиканского периода. При Калигуле строение было расширено.
В 80 году при пожаре домус был разрушен, в последующих постройках Домициана — дворце Флавиев и дворце Августов использовались лишь части сгоревшего дворца Тиберия, прежде всего стены.
В XVI веке на месте развалин были разбиты Фарнезские сады, которые сегодня затрудняют раскопки дворца.